# Ahmed Nas
Ahmed Nas es un deportista iraquí que compitió en atletismo adaptado. Ganó una medalla de plata en los Juegos Paralímpicos de Londres 2012 en la prueba de lanzamiento de jabalina (clase F40).

## Palmarés internacional
| Juegos Paralímpicos | Juegos Paralímpicos   | Juegos Paralímpicos | Juegos Paralímpicos |
| Año                 | Lugar                 | Medalla             | Prueba              |
| ------------------- | --------------------- | ------------------- | ------------------- |
| 2012                | Londres (Reino Unido) | Medalla de plata    | Jabalina F40        |